# 姚仲韶
姚仲韶，字以高，江西高安縣人，明朝政治人物。

## 生平
自幼聰穎，十歲補弟子員，嘉靖元年（1521年）中式壬午科廣東鄉試舉人，任福建永安县知县，任內廉明饬法。卒於任內。。

## 著作
有《屏桐遺稿》。